# شهاب‌وار (فیلم)
شهاب‌وار (انگلیسی: Meteor) فیلمی در ژانر اکشن، علمی–تخیلی، و ماجرایی به کارگردانی رونالد نیم است.

## بازیگران
- شان کانری
- ناتالی وود
- کارل مالدن
- برایان کیت
- هنری فوندا
- مارتین لاندو
- تروور هاوارد
- ریچارد دیسارت
- ژوزف کامپانلا
- الن ویلیامز
- بیبی بچ